# Skatopia

Skatopia är en skateboardpark nära Rutland i Ohio som ägs och drivs av Brewce Martin och Citizens Instigating Anarchy. Parken fanns också med i TV-spelet Tony Hawk's Underground 2 samt Bam Margeras MTV-show Viva La Bam.